# Ben Hankinson
Ben Hankinson (* 1. Mai 1969 in Edina, Minnesota) ist ein ehemaliger US-amerikanischer Eishockeyspieler, der während seiner aktiven Laufbahn unter anderem für die New Jersey Devils und Tampa Bay Lightning in der National Hockey League aktiv war.

## Karriere
Ben Hankinson begann seine aktive Laufbahn in der Highschool bei den Edina Hornets, für die er von 1985 bis 1987 aktiv war. Anschließend ging er von 1987 bis 1991 für das Eishockeyteam der University of Minnesota in der National Collegiate Athletic Association aufs Eis und erzielte in insgesamt 156 Partien 135 Scorerpunkte. Während dieser Zeit wurde er beim NHL Entry Draft 1987 in der sechsten Runde an insgesamt 107. Position von den New Jersey Devils aus der National Hockey League ausgewählt. In der Saison 1991/92 stand er ausschließlich für deren Farmteam, die Utica Devils, in der American Hockey League im Einsatz und konnte sich dabei auf Anhieb einen Stammplatz in der Mannschaft erspielen. Dabei absolvierte er 81 Partien, erzielte 37 Punkte und erhielt insgesamt 188 Strafminuten. In der Saison 1992/93 debütierte Hankinson in der NHL und stand in vier Partien für die New Jersey Devils im Einsatz, in denen er zwei Treffer erzielte und eine Torvorlage gab.
In derselben Spielzeit lief er größtenteils für die Utica Devils in der AHL aufs Eis und konnte seine Punkteausbeute im Vergleich zum Vorjahr beinahe verdoppeln. In 80 Partien gelangen ihm 66 Punkte, somit war er in jener Saison der drittbeste Scorer der Utica Devils. Auch in der darauffolgenden Saison konnte sich der Offensivakteur in NHL nicht durchsetzen und stand in 15 Partien für die New Jersey Devils im Einsatz und erzielte zwei Punkte. In der Folge war Hankinson größtenteils für die Albany River Rats aktiv. Am 14. März 1995 wurde er zusammen mit Alexander Semak in einem Tauschgeschäft zu den Tampa Bay Lightning abgegeben, im Gegenzug gingen Shawn Chambers und Danton Cole zu den Devils.
Hankinson absolvierte bis zum Saisonende 18 Partien für die Lightning und erzielte zwei Punkte. Am 17. August 1995 wurde der Angreifer zusammen mit Marc Bergevin in einem Tauschhandel zu den Detroit Red Wings geschickt. Er verbrachte die komplette Saison 1995/96 im Farmteam der Red Wings, den Adirondack Red Wings, in der American Hockey League und zählte dort zu den Stammkräften. In den folgenden zwei Spielzeiten stand er jeweils eine Saison für die Grand Rapids Griffins und Orlando Solar Bears in der International Hockey League im Einsatz. Danach beendete Hankinson seine aktive Laufbahn.

## Erfolge und Auszeichnungen
- 1990 WCHA First All-Star Team